# Tom Mison
Tom Mison (23 juli 1982) is een Engels acteur. Hij studeerde aan de Webber Douglas Academy of Dramatic Art in Londen.
Hij acteerde onder andere in 2009 in When the Rain Stops Falling van Andrew Bovell in het Almeida Theatre en in Posh van Laura Wade in het Royal Court Theatre (2010).
In 2008 schreef en verfilmde hij met zijn studiegenoot Rupert Friend de kortfilm The Continuing and Lamentable Saga of the Suicide Brothers.

## Filmografie
- Four Weddings and a Funeral (2019, serie) - Quentin
- Sleepy Hollow (2013, serie) - Ichabod Crane
- Salmon Fishing in the Yemen (2011)
- One Day (2011) - Callum
- Steve (2010)
- New Tricks (2010, tv)
- The Continuing and Lamentable Saga of the Suicide Brothers (2009, short) - Barath
- Lewis (2009, tv) - Dorian Crane
- Agatha Christie's Poirot - Third Girl (2008, tv) - David Baker
- Lost in Austen (2008, tv) - Charles Bingley
- Out There (2008) - Jean-Luc
- Secret Diary of a Call Girl (2007, tv) - Daniel
- Heroes and Villains (2006) - Nathan
- The Amazing Mrs Pritchard (2006, tv - 4 episodes) - Ben Sixsmith
- Venus (2006) - Period Film Lover
- L'Entente cordiale (2006) - Niels
- A Waste of Shame: The Mystery of Shakespeare and His Sonnets (2005, tv) - Young Blood
- Mysterious Island (2005, tv) - Blake